# خطایی (مهاباد)
خطایی، روستایی از توابع بخش مرکزی شهرستان مهاباد در استان آذربایجان غربی ایران است.

## جمعیت
این روستا در دهستان مکریان شرقی قرار دارد و براساس سرشماری مرکز آمار ایران در سال ۱۳۸۵، جمعیت آن ۳۹۸ نفر (۷۰خانوار) بوده‌است. این روستا در میان شهرستان مهاباد و میاندواب در نزدیکی ده ملا قرار دارد.